# Portadown FC
Der Portadown Football Club ist ein nordirischer Fußballverein aus Portadown, der in der NIFL Championship, der zweithöchsten Spielklasse Nordirlands, spielt.

## Geschichte
Der 1924 gegründete Klub gewann 1934 mit dem Gold Cup seinen ersten Titel. Weitere regionale Titel folgten in den folgenden Jahrzehnten, jedoch konnte der Klub erst in den 1990er Jahren seine ersten größeren Titel feiern. So gewann man 1990 erstmals die nordirische Meisterschaft und schaffte es im folgenden Jahr, diesen Titel zu verteidigen. Dabei gelang 1991 das Double, als der Glenavon FC im Pokalfinale mit 2:1 geschlagen werden konnte.
1996 gewann Portadown FC seinen dritten Meistertitel und im selben Jahr auch den nordirischen Ligapokal durch einen 2:1-Sieg gegen den Crusaders FC. 1999 folgte der zweite Pokalsieg, da Finalgegner Cliftonville ausgeschlossen wurde. Die Titelverteidigung misslang durch eine 0:1-Finalniederlage gegen den Glentoran.
2002 feierte Portadown FC seine vierte Meisterschaft, als man Glentoran mit einem Punkt Vorsprung auf Platz zwei verwies. Man verpasste das Double durch eine 1:2-Niederlage im Pokalfinale gegen den FC Linfield. Im Finale 2005 lief es besser, der Larne FC wurde mit 5:1 deklassiert.
Mit Entscheidung vom 30. April 2008 wurde dem Portadown FC die Lizenz zur Teilnahme an der neugestalteten IFA Premiership verwehrt, da der Verein den Antrag auf Lizenzerteilung erst nach Fristablauf gestellt hatte. Ein Einspruch gegen die Entscheidung des IFA-Lizenzausschusses wurde von der IFA-Berufungskammer in weiterer Folge verworfen.
Damit musste der Portadown FC in der Saison 2008/09 in der zweithöchsten Spielklasse, der IFA Championship (vormals First Division), antreten. Den "Ports" gelang jedoch mit der Meisterschaft in der IFA Championship 2009 der sofortige Wiederaufstieg in die IFA Premiership.

## Erfolge
- Nordirische Meisterschaft (4): 1990, 1991, 1996, 2002
- Nordirischer Pokal
  - Sieger (3): 1991, 1999, 2005
  - Finalist (7): 1962, 1972, 1979, 1990, 2000, 2002, 2015
- Nordirischer Ligapokal:
  - Sieger (2): 1996, 2009
  - Finalist (1): 1988

## Europapokalbilanz
| Saison    | Wettbewerb                    | Runde                  | Gegner                      | Gesamt | Hin     | Rück    |
| --------- | ----------------------------- | ---------------------- | --------------------------- | ------ | ------- | ------- |
| 1962/63   | Europapokal der Pokalsieger   | 2. Runde               | OFK Belgrad                 | 4:7    | 1:5 (A) | 3:2 (H) |
| 1974/75   | UEFA-Pokal                    | 1. Runde               | Valur Reykjavík             | 2:1    | 0:0 (A) | 2:1 (H) |
| 1974/75   | UEFA-Pokal                    | 2. Runde               | Partizan Belgrad            | 1:6    | 0:5 (A) | 1:1 (H) |
| 1990/91   | Europapokal der Landesmeister | 1. Runde               | FC Porto                    | 01:13  | 0:5 (A) | 1:8 (H) |
| 1991/92   | Europapokal der Landesmeister | 1. Runde               | Roter Stern Belgrad         | 0:8    | 0:4 (A) | 0:4 (H) |
| 1992/93   | UEFA-Pokal                    | 1. Runde               | Standard Lüttich            | 0:5    | 0:5 (A) | 0:0 (H) |
| 1994/95   | UEFA-Pokal                    | Vorrunde               | ŠK Slovan Bratislava        | 0:5    | 0:2 (H) | 0:3 (A) |
| 1996/97   | UEFA-Pokal                    | Vorrunde               | Vojvodina Novi Sad          | 1:5    | 0:1 (H) | 1:4 (A) |
| 1999/2000 | UEFA-Pokal                    | Qualifikation          | ZSKA Sofia                  | 0:8    | 0:3 (H) | 0:5 (A) |
| 2002/03   | UEFA Champions League         | 1. Qualifikationsrunde | Belschyna Babrujsk          | 2:3    | 0:0 (H) | 2:3 (A) |
| 2003/04   | UEFA-Pokal                    | Qualifikation          | Malmö FF                    | 0:6    | 0:4 (A) | 0:2 (H) |
| 2004/05   | UEFA-Pokal                    | 1. Qualifikationsrunde | FK Žalgiris Vilnius         | 2:4    | 2:2 (H) | 0:2 (A) |
| 2005/06   | UEFA-Pokal                    | 1. Qualifikationsrunde | Viking Stavanger            | 1:3    | 1:2 (H) | 0:1 (A) |
| 2006/07   | UEFA-Pokal                    | 1. Qualifikationsrunde | FBK Kaunas                  | 1:4    | 1:3 (H) | 0:1 (A) |
| 2010/11   | UEFA Europa League            | 1. Qualifikationsrunde | Skonto Riga                 | 2:1    | 1:1 (H) | 1:0 (A) |
| 2010/11   | UEFA Europa League            | 2. Qualifikationsrunde | Qarabağ Ağdam               | 2:3    | 1:2 (H) | 1:1 (A) |
| 2012/13   | UEFA Europa League            | 1. Qualifikationsrunde | KF Shkëndija                | 2:1    | 0:0 (A) | 2:1 (H) |
| 2012/13   | UEFA Europa League            | 2. Qualifikationsrunde | NK Slaven Belupo Koprivnica | 02:10  | 0:6 (A) | 2:4 (H) |

Gesamtbilanz: 36 Spiele, 4 Siege, 8 Unentschieden, 24 Niederlagen, 23:93 Tore (Tordifferenz −70)

## Spieler
- Billy McCullough (19??–1958),10 Länderspiele für Nordirland.
- Eddie Magill (195?–1959), 26 Länderspiele für Nordirland.
- Wilbur Cush (1960–1966), 26 Länderspiele für Nordirland, Teilnehmer Weltmeisterschaft 1958.
- John McClelland (19??–1974), 53 Länderspiele für Nordirland, Teilnehmer Weltmeisterschaft 1982 und 1986.